# ویلیام نیکلسون (نقاش)
سِر ویلیام نیکلسون (انگلیسی: William Nicholson; ۵ february ۱۸۷۲ – ۱۶ مه ۱۹۴۹) نقاش و تصویرگر اهل انگلستان بود.
از افتخارات وی میتوان به کسب مدال طلا آثار گرافیکی در بخش مسابقات هنری بازی‌های المپیک تابستانی ۱۹۲۸ اشاره کرد.

## نگارخانه

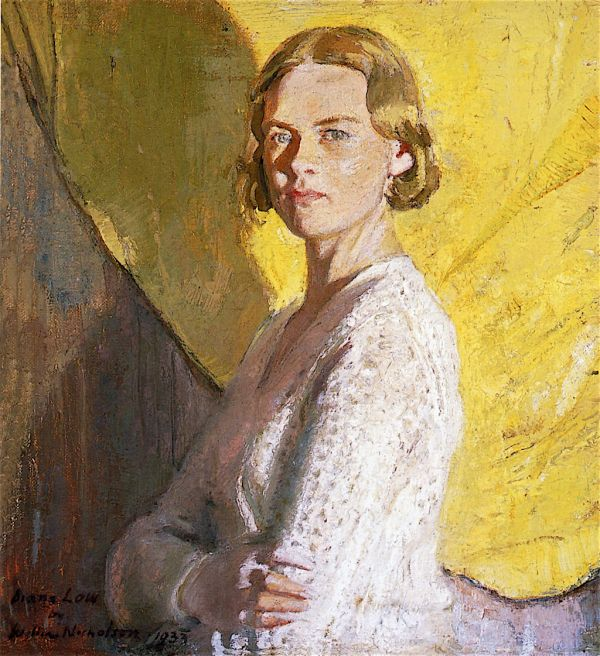
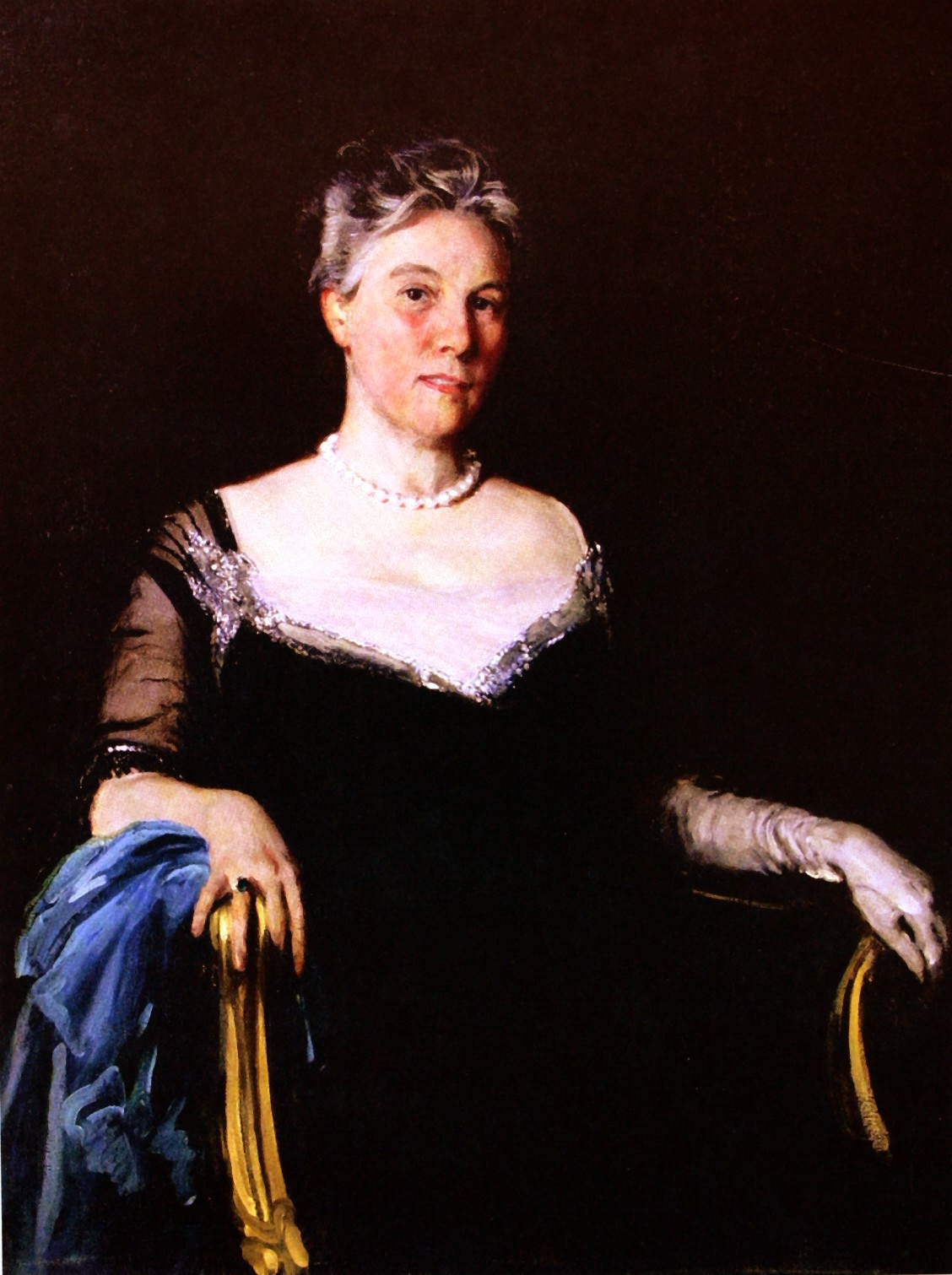
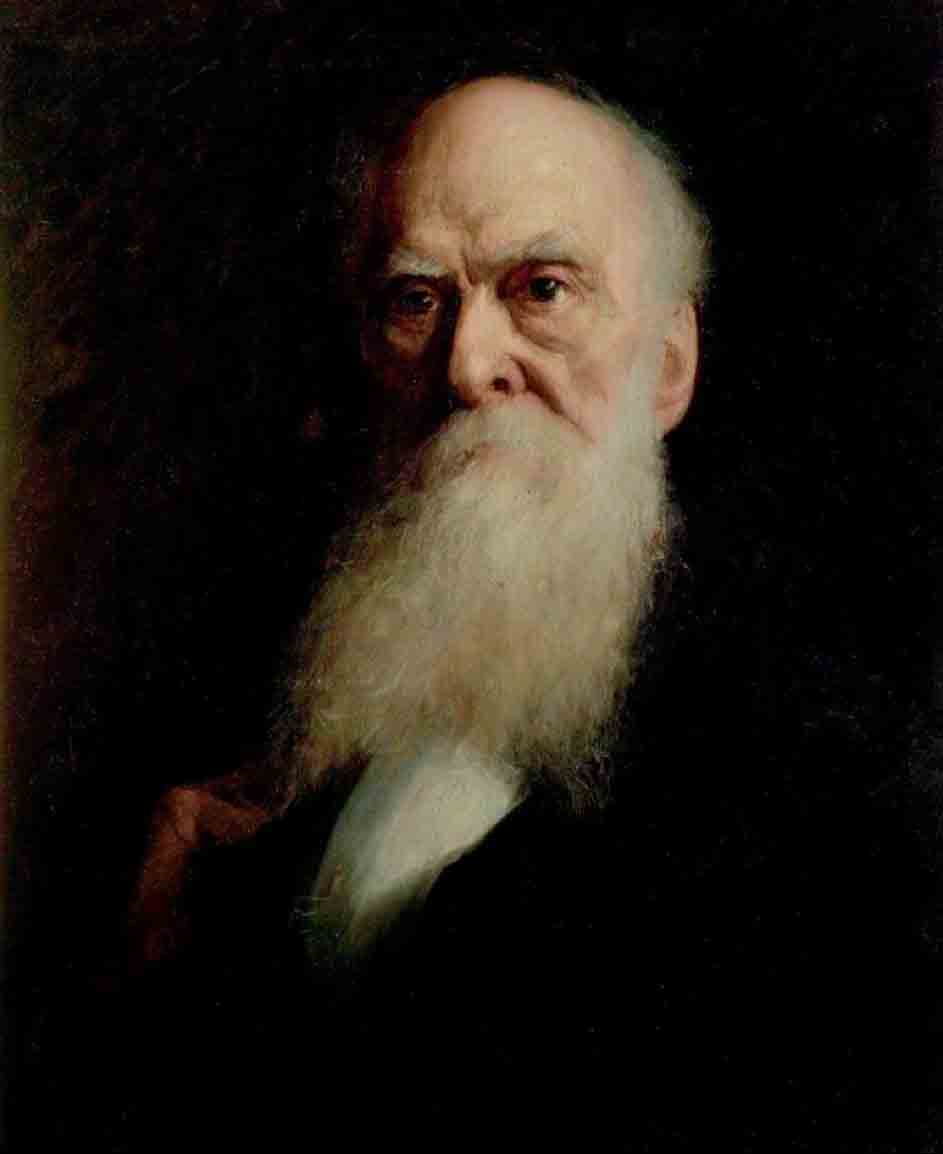
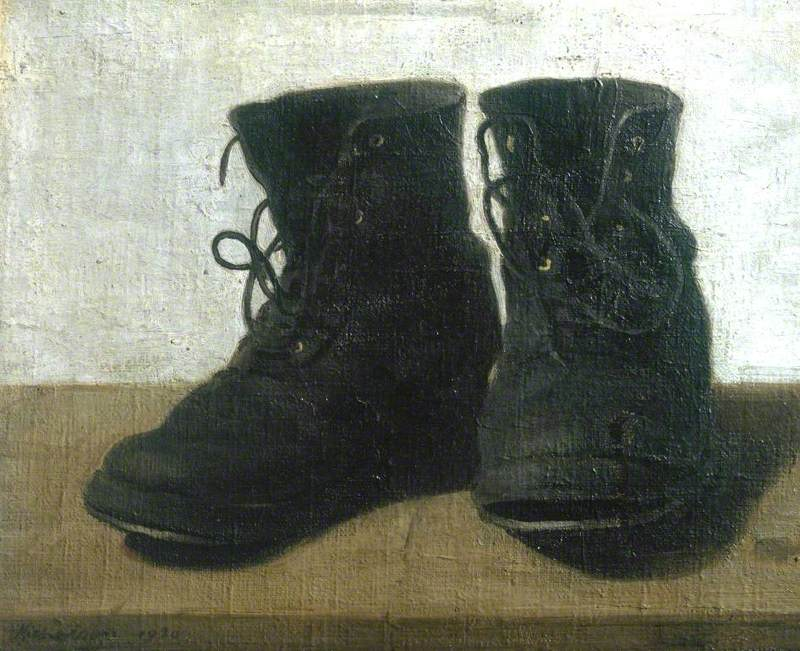